# Margaret Ann Courtney
Margaret Ann Courtney, född 16 april 1834 i Penzance, död 12 maj 1920, var en engelsk poet och folklorist verksam i Penzance, Cornwall.

## Familjeliv
Margaret Ann Courtney föddes i Penzance år 1834, som äldsta dotter till Sarah Mortimer Courtney och John Sampson Courtney. Henner mor kom från Scillyöarna; hennes far från Devon. En bror, John Mortimer Courtney, arbetade vid regeringen i Kanada; en annan bror, Leonard Henry Courtney, var engelsk politiker. Hennes yngsta syster Louise d'Este Courtney gifte sig med Richard Oliver, en politiker från Cornwall verksam i Nya Zeeland.

## Böcker
M. A. Courtney är kanske främst känd för sin bok Cornish Feasts and Folk-Lore (1890), en detaljerad skildring av många av bygdens folkliga traditioner i västra Cornwall. Den har också tryckts under titeln Folklore and Legends of Cornwall. Andra titlar av Courtney är Cornish Feasts and Feasten Times (1910) och Glossary of Words in Use in Cornwall (1880, sam-skriven med Dr. Thomas Quiller Couch).
En dikt av Margaret Ann Courtney finns med i samlingen Voices from West Barbary: an anthology of Anglo-Cornish poetry 1549-1928, från år 2000.